# Acrotylus ndoloi
Acrotylus ndoloi is een rechtvleugelig insect uit de familie veldsprinkhanen (Acrididae). De wetenschappelijke naam van deze soort is voor het eerst geldig gepubliceerd in 1956 door Kevan.